# 索圖布阿
索圖布阿（法語：Sotouboua）是多哥中部的城市，由中部區負責管轄，2022年人口32,464人。1965年6月12日，兩輛貨車撞向一群舞蹈員，造成125人死亡，這是有記錄以來最嚴重的交通事故之一。

## 外部連結
- MSN Map - elevation = 371m[永久]

08°34′N 00°59′E / 8.567°N 0.983°E